# Gerze (district)
Gerze is een Turks district in de provincie Sinop en telt 19.847 inwoners (2007). Het district heeft een oppervlakte van 566,3 km². Hoofdplaats is Gerze.
De bevolkingsontwikkeling van het district is weergegeven in onderstaande tabel.
| 1997   | 2000   | 2007   |
| ------ | ------ | ------ |
| 23.001 | 23.295 | 19.847 |